# Tre amici, un matrimonio e un funerale
Tre amici, un matrimonio e un funerale (The Pallbearer) è un film del 1996 diretto da Matt Reeves, con protagonisti David Schwimmer e Gwyneth Paltrow.
È stato presentato nella sezione Un Certain Regard al 49º Festival di Cannes.

## Trama
Appena terminati gli studi universitari, Tom Thompson riceve una telefonata da parte di Ruth Abernathy, madre di un suo ex-compagno di liceo, deceduto recentemente, che lo prega di partecipare al funerale del figlio. Tom accetta, anche se ricorda a mala pena il suo ex-compagno. Durante la cerimonia Tom incontra Julie, il suo primo amore nato tra i banchi di scuola, così cerca di approfondire i rapporti con lei, ma allo stesso tempo dovrà vedersela con le pesanti avance di Ruth Abernathy.

## Curiosità
- La traccia della colonna sonora intitolata Bill is Dead è stata riutilizzata nel videogioco Spyro the Dragon per PlayStation nel livello Lofty Castle.